# Centrale de Drogenbos
La centrale électrique de Drogenbos se trouve sur le territoire de la commune de Drogenbos, située dans la province du Brabant flamand, limitrophe de la Région de Bruxelles-Capitale, en Belgique. Il s'agit d'une centrale électrique à cycle combiné, communément appelé TGV (Turbine Gaz-Vapeur).

## Histoire
La première centrale électrique fut installée sur le site de Drogenbos en 1911, par les Anglais de la « Continental de gaz et d'électricité ». Elle produisait alors 500 kW et n'était même pas intégrée au réseau. Ce fut chose faite en 1929. Elle subit diverses expansions et, en 1976, on y installa une première turbine à gaz. La construction de la centrale TGV actuelle a débuté sur le même site en 1991, pour une mise en service en 1994.
En avril 2014, Electrabel a informé les autorités et le gestionnaire de réseau de son intention de mettre à l’arrêt la centrale en octobre 2015, par manque de rentabilité, puis a finalement annoncé qu'elle resterait ouverte au moins jusqu'en 2016, à la suite de la conclusion d'un accord avec le gouvernement sur la prolongation de Doel 1 et Doel 2.

## Description
La centrale est exploitée par Electrabel. Elle est de type TGV, un procédé relativement récent combinant la production d'électricité par des turbines à gaz et à vapeur, en deux étapes successives (voir l'article détaillé sur le cycle combiné).
Elle est équipée de :
- 2 turbines gaz Siemens V94.2 Multi-shaft (2 × 150 MW)
- 2 chaudières de récupération de chaleur (HSRG) CMI - 80 bar - 525 °C/7 bar - 216 °C
- 1 turbine vapeur GEC-Alsthom de 175 MW[4]

Sa production est de 460 mégawatts, ce qui répond aux besoins en électricité d'environ un demi-million d'habitants.
Elle dispose d'une tour de refroidissement haute de 100 m et large de 50 m en son sommet. Deux autres cheminées de récupération, hautes de 60 m, sont quant à elles disposées au-dessus des turbines de récupération.
La construction de la centrale a nécessité un investissement équivalent à environ 300 millions d'euros, répartis entre la société d'électricité (95 %) et la société coopérative de production d'électricité, la SPE (5 %).

## Illumination
La tour de refroidissement de la centrale de Drogenbos présente la particularité d'être illuminée par près de 100 000 LED, regroupées en 57 lignes. Ces LED de couleurs rouge, verte et bleue peuvent changer d'intensité jusqu'à 30 fois par seconde. Leur utilisation individuelle pilotée par ordinateur permet des animations, qui changent au gré des saisons.
Ces LED ont notamment permis de montrer le soutien de la Belgique à la France lors des attentats de Paris le 13 novembre 2015 en illuminant la tour d'un drapeau français.

## Environnement
La tour de refroidissement abrite un nichoir pour faucons pèlerins, à 70 m de haut. Un couple y niche régulièrement depuis 2000, et 22 fauconnaux y sont déjà nés.